# Lukman Haruna
Haruna Abdulkarim Lukman, född 4 december 1990 i Jos, Nigeria, är en nigeriansk fotbollsspelare som senaste spelade för Ararat Jerevan i den armeniska ligan. Han har tidigare spelat för bland andra Monaco och Dynamo Kiev.
Därtill har Haruna representerat Nigerias fotbollslandslag och var med i deras trupp till VM i Sydafrika 2010. I turneringen spelade han från start i de två första gruppspelsmatcherna, mot Argentina och Grekland.